# Шешні-Шайтан
Шешні́-Шайта́н — гірська вершина у східній частині Великого Кавказу. Знаходиться на півночі Азербайджану.